# BURNING FESTIVAL
「BURNING FESTIVAL」(バーニング・フェスティバル) は、チームしゃちほこ×RADIO FISHのコラボレーション・シングル。2018年8月29日にunBORDEより発売。

## 概要
- 2018年3月に開催されたライブ「#卒おめ!2018」での共演をきっかけに、チームしゃちほこがRADIO FISHにオファーし実現したコラボレーション[5]。
- FISHBOYはチームしゃちほことRADIO FISHの共通点を、キャッチーな振り付けがあるという点だと語っている[5]。
- リリースはチームしゃちほこの所属するunBORDEからとなっているが、楽曲制作は表題曲・カップリング共にRADIO FISH側の制作陣が担当した。
- 初回限定盤 (CD+BD)、通常盤 (CDのみ) の2形態がリリースされ、初回限定盤のBlu-rayには「BURNING FESTIVAL」のミュージック・ビデオとメイキング映像が収録されている。
- CDの発売に先駆けて2018年8月3日より「BURNING FESTIVAL」、8月24日より「太陽神」が、iTunes Store及びApple Musicにて先行配信された。

## 収録曲

### CD
1. BURNING FESTIVAL
  - 作詞：FISHBOY・中田敦彦 / 作曲・編曲：宮田 “レフティ” リョウ

アメリカのブラックロック砂漠で毎年開催されるイベント「Burning Man」にインスパイアされた楽曲[6]。
振り付けはサビ部分をShow-hey、サビ終わりのブリッジ部分をNAKATA、それ以外をFISHBOYがそれぞれ担当した[5]。
TBS系『トコトン掘り下げ隊!生き物にサンキュー!!』エンディングテーマ
2. 太陽神
  - 作詞：SHiN・藤森慎吾 / 作曲：小松一也・JUVENILE / 編曲：小松一也

### BD
1. BURNING FESTIVAL (Music Video)
2. BURNING FESTIVAL (Music Video Making movie)